# Касс Эллиот
Касс Э́ллиот (англ. Cass Elliot, настоящее имя Эллен Наоми Коэн, англ. Ellen Naomi Cohen; 19 сентября 1941, Балтимор — 29 июля 1974, Лондон) — американская певица, композитор и актриса, вокалистка группы The Mamas & the Papas.

## Ранние годы
Эллен Наоми Коэн родилась в городе Балтимор, штат Мэриленд в семье Бесс (в девичестве Левайн) и Филипа Коэна. Предки Эллен по матери и отцу были еврейскими эмигрантами из Российской империи. Семья Эллен испытывала финансовые трудности когда она была ребёнком. Её отец работал на различных деловых предприятиях на протяжении всей своей жизни, но в итоге преуспел в развитии бизнеса, заимев обеденный фургон в Балтиморе, который обслуживал строителей, а её мать была опытной медсестрой. У Эллен так же был брат Джозеф и младшая сестра Лия, которая потом тоже стала певицей и художником звукозаписи. Всю свою юность Эллен провела с семьей в Александрии, штат Вирджиния, до того, как они переехали в Балтимор.
Эллен взяла псевдоним «Касс» ещё в средней школе, возможно, позаимствовав его у актрисы Пегги Касс. Также есть версия, что «Касс» (от Кассандра) — прозвище, которым певицу называл отец. Некоторое время спустя она взяла себе фамилию Эллиот, в память о погибшем друге. Находясь в Александрии, она посещала среднюю школу Джорджа Вашингтона. Когда семья Эллен вернулась в Балтимор, она перешла в среднюю школу Форест-Парк. Во время учёбы в средней школе Форест-Парк, Эллен стала интересоваться актёрским мастерством. Она получила небольшую роль в пьесе «Дружок», летней постановке театра Хиллтоп в Оуингс-Миллз, штат Мэриленд. Эллен бросила среднюю школу незадолго до окончания и переехала в Нью-Йорк, чтобы продолжить свою актёрскую карьеру (об этом упоминается в тексте песни Creeque Alley).

## Карьера

### The Mamas & the Papas
Касс Эллиот была солисткой известной американской группы The Mamas & the Papas. После распада ансамбля The Mugwumps Касс перешла в новый коллектив The Mamas & the Papas.
Она окончательно присоединилась к группе летом 1965 года, когда остальные музыканты отправились на отдых на Виргинские острова. После летнего отпуска в Калифорнии группа вернулась в Нью-Йорк. Именно там была написана знаменитая песня California Dreamin', вошедшая в список 500 величайших песен всех времён по версии журнала Rolling Stone. Касс Эллиот была очень сильной вокалисткой и сыграла немаловажную роль в успехах группы.
Карьера группы сопровождалась проблемами из-за отношений между участниками группы. Это касается влюбленности Касс Эллиот в Денни Доэрти. Однажды Денни рассказал ей о своей любви к замужней Мишель Филлипс. Касс была очень разозлена, но чтобы утешить друга, решила признаться ему в любви, и даже предложила себя в качестве любовницы, но Денни Доэрти отказал ей. Споры и проблемы продолжались в группе в течение нескольких лет, вплоть до 1968 года, когда группа распалась по инициативе Касс. Причиной тому было решение Касс заняться сольной карьерой.
В 1971 году все оригинальные участники группы снова воссоединялись, записав последний альбом «People Like Us», не повторивший успех первых альбомов. Группа не могла долго существовать, так как все участники были заняты собственными сольными карьерами, и распалась окончательно в 1972 году.

### Сольная карьера

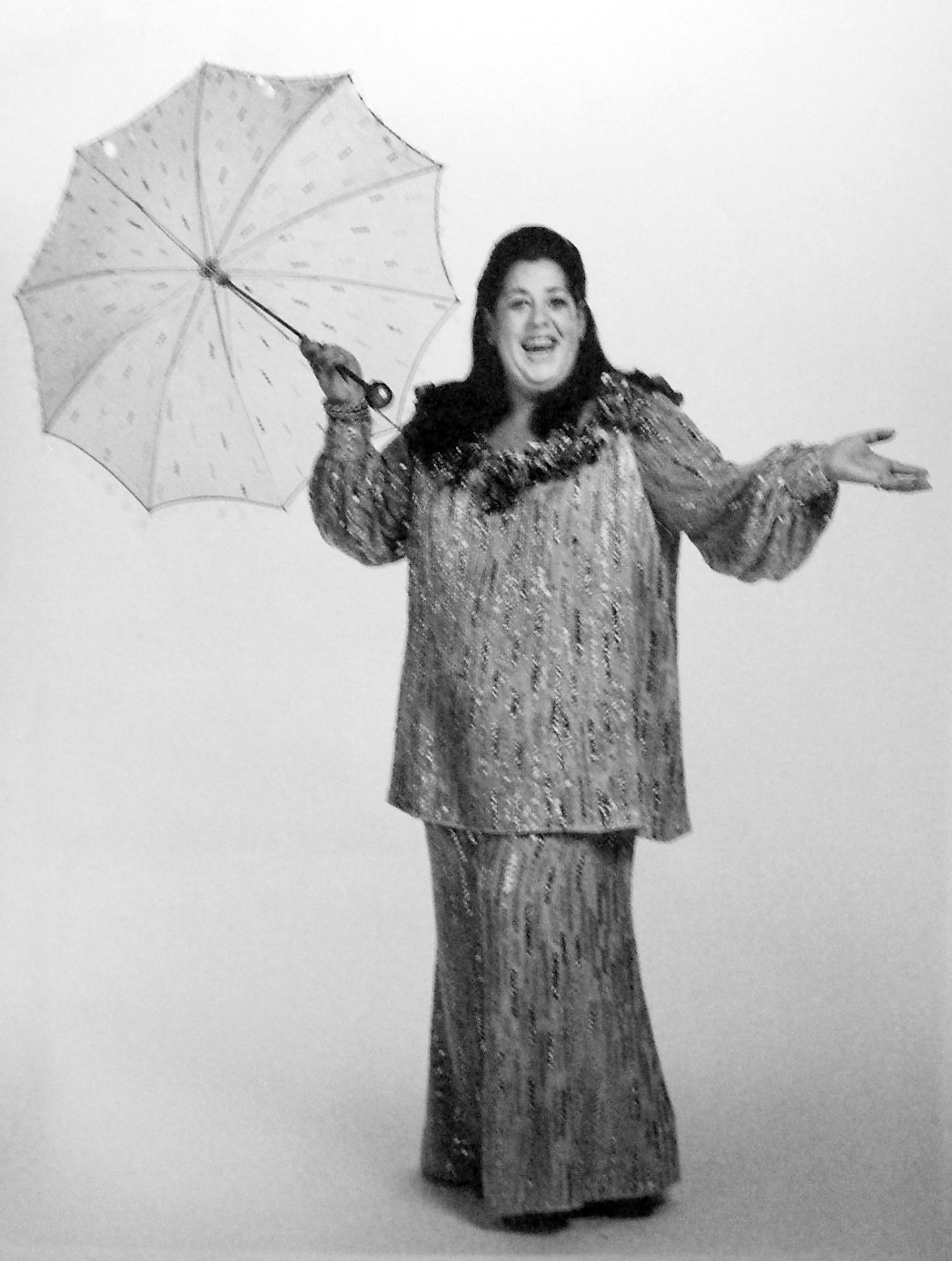
Фото с выступления Don’t Call Me Mama Anymore

Последний сингл квартета и одновременно первый сингл Касс Эллиот — «Dream a Little Dream of Me» — слушатели оценили по достоинству. Он занял № 12 в США и № 11 в Британии (при этом тогда же в британских чартах на 33-м месте находилась ещё одна версия этой песни» в исполнении Аниты Харрис). Песня «Dream a Little Dream of Me» стала визитной карточкой Касс и прекрасным стартом для сольной карьеры. Первый альбом певицы был также назван Dream a Little Dream of Me.

## Личная жизнь
В 1963 году вышла замуж за музыканта Джеймса Хендрикса (не путать с легендарным гитаристом). Их брак продлился неполных пять лет.
В 1967 году у Касс родилась дочь Оуэн Ванесса Эллиот. Она также стала певицей и гастролировала с участником Beach Boys Аланом Джардином. Эллиот никогда публично не называла имя отца, но много лет спустя Мишель Филлипс помогла Оуэн найти своего биологического отца, Чака Дэя. Его отцовство не было публично раскрыто до его смерти в 2008 году. После смерти Эллиот её младшая сестра Лия Кункель (тогда замужем за сессионным барабанщиком из Лос-Анджелеса Рассом Кункелем) получила опеку над Оуэн, которой тогда было семь лет, и воспитывала её вместе со своим сыном Натаниэлем.
В 1971 году Касс вышла замуж во второй раз — за журналиста Дональда фон Виденмана.
Через несколько часов после окончания концерта Эллиот в Лас-Вегасе[когда?] начали распространяться слухи о том, что она принимала наркотики в течение нескольких недель, предшествовавших этому. Эдди Файгел написал в биографии «Dream a Little Dream of Me», что Эллиот позже призналась своему парню, что она приняла героин непосредственно перед выходом на сцену. Смущенная этим фиаско[каким?], Эллиот погрузилась в глубокую депрессию.
Дэвид Кросби опубликовал мемуары в 1988 году, в которых говорилось, что он и Эллиот употребляли опиаты, кокаин и героин, предпочитая употреблять героин в Лондоне из-за его доступности там.
В 1967 году, находясь в Лондоне, Эллиот была привлечена к ответственности за кражу постельного белья из квартиры, где она останавливалась во время предыдущего визита. Она отрицала свою ответственность, и дело было передано в магистратский суд Западного Лондона, где обвинения против неё были сняты за отсутствием каких-либо доказательств. В результате инцидента The Mamas и the Papas были вынуждены отменить предстоящие британские концерты, и группа распалась в следующем году. Во время повторного визита в Лондон Эллиот призналась публике в лондонском Палладиуме, что забрала две простыни, сказав: «Они мне понравились, поэтому я их взяла». Она сказала, что хранила молчание из-за того, как с ней обращались в полицейском участке.

## Смерть

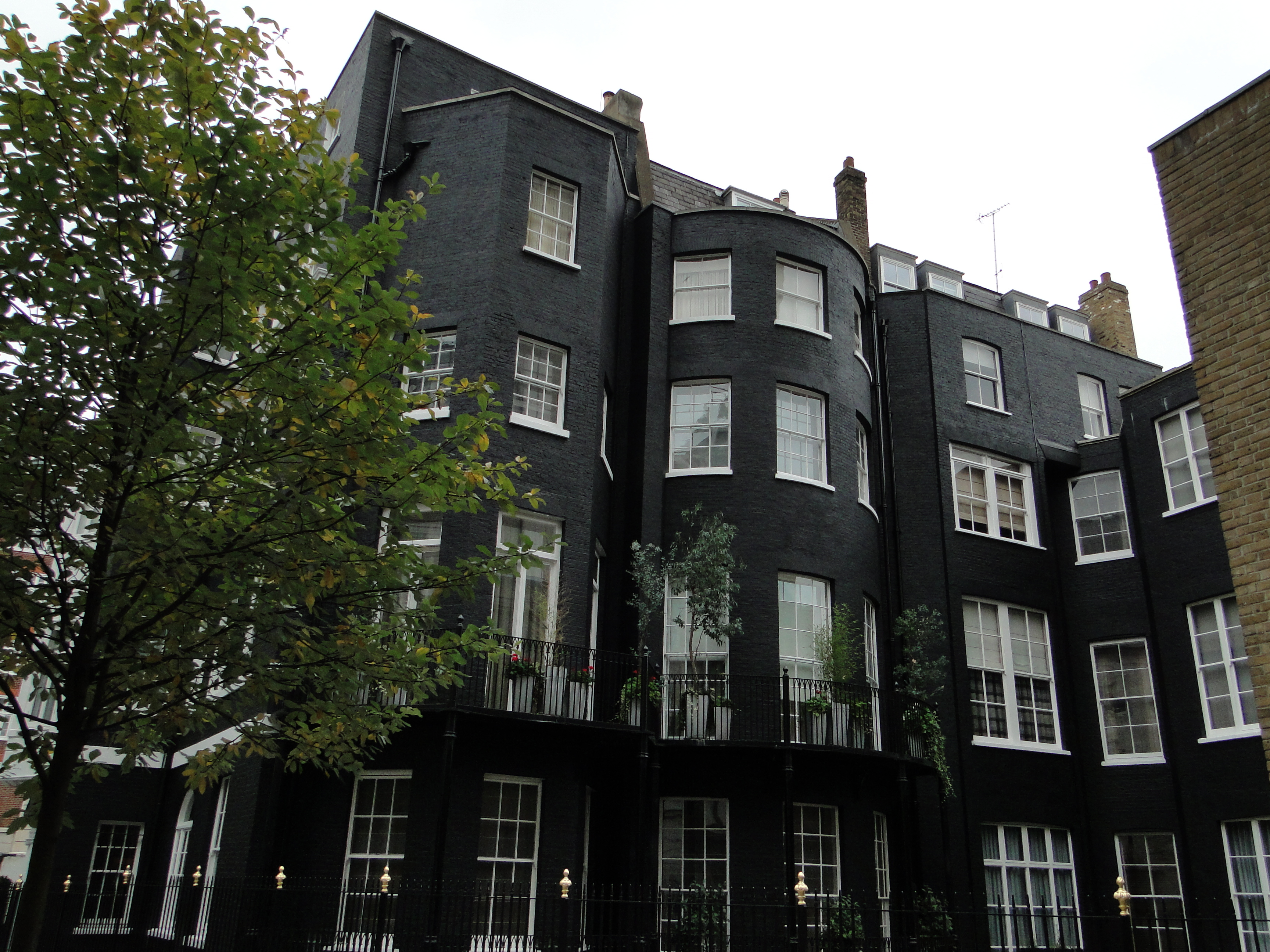
9 Керзон-сквер, Мейфэр, Лондон в 2012 году. Квартира 12, где умерла Эллиот, находилась на четвёртом этаже в 1974 году (вверху слева)

22 апреля 1974 года Эллиот упала в обморок в телестудии Вечернего шоу с Джонни Карсоном непосредственно перед её запланированным появлением в шоу. Её осмотрели в больнице и отпустили, а затем она опровергла инцидент, сославшись на простое истощение.
В июле 1974 года она провела две недели концертов в качестве сольного исполнителя в лондонском Палладиуме. Многие утверждали, что все билеты на эти концерты были распроданы, но она часто играла при неполном аншлаге после предыдущих концертов.
После своего выступления в пятницу, 26 июля, в Палладиуме Эллиот устроила 48-часовое празднование. Она посетила вечеринку по случаю дня рождения Мика Джаггера в его доме на Тайт-стрит в Челси. Дебби Рейнольдс утверждала в своей книге, что её дети, Кэрри Фишер и Тодд Фишер, видели Эллиот на вечеринке по случаю дня рождения. Рейнольдс отметила, что Эллиот уходила одна. После вечеринки она отправилась на ланч в её честь, устроенный Джорджией Браун. Затем она посетила коктейль-вечеринку, организованную американским журналистом Джеком Мартином. Касс ушла в 20:00, заявив, что устала и ей нужно немного поспать.
Эллиот удалилась в квартиру в Мейфэре на Керзон-плейс, где ей разрешил остановиться певец и автор песен Гарри Нильссон. Там она позвонила Мишель Филлипс. Филлипс рассказала много лет спустя, что Эллиот была в приподнятом настроении от того, что каждый вечер ей аплодировали стоя. Филлипс вспоминает:
Шел 1974 год, и Касс была в восторге от того, что едет в Лондон петь в Палладиуме. После того, как она отыграла там две недели, она позвонила, плача от радости, и сказала, что оба вечера ей аплодировали стоя, и все билеты были распроданы, я никогда не слышала ее такой счастливой. На следующий день я обедала в Warner Brothers, и моя подруга прибежала с ужасной новостью, что Касс умерла во сне от сердечного приступа. Было просто невероятно, что она умерла в ту ночь, когда позвонила мне и была так счастлива. Она совершила скачок от Мамы Касс к Касс Эллиот, и я точно знаю одно — Касс Эллиот умерла очень счастливой женщиной.
В ту ночь 32-летняя Эллиот умерла во сне в лондонской квартире. По словам судмедэксперта Кита Симпсона, который проводил её вскрытие, её смерть наступила из-за сердечной недостаточности. Проверка на наркотики, которая была частью судебно-медицинского вскрытия, показала, что в её организме их не было. Четыре года спустя барабанщик The Who Кит Мун умер в той же комнате, также в возрасте 32 года.
Тело Эллиот было кремировано на кладбище Hollywood Forever в Лос-Анджелесе, штат Калифорния. Позже её прах был похоронен на кладбище Маунт-Синай Мемориал Парк в Лос-Анджелесе.

## Дискография (сольная)
- 1968 — Dream a Little Dream
- 1969 — Bubblegum, Lemonade, And… Something for Mama
- 1969 — Make Your Own Kind of Music
- 1971 — Mama’s Big Ones
- 1971 — Dave Mason and Mama Cass
- 1972 — Cass Elliot
- 1972 — The Road Is No Place for a Lady
- 1973 — Don’t Call Me Mama Anymore

## Факты
- Существует легенда, что Касс Эллиот попала в группу после того, как на неё упала тяжелая металлическая труба. Она получила сотрясение мозга, но от шока у неё повысился голос на целых три тона[26].
- Кэсс обладала незаурядным IQ — более 160.
- Через четыре года после её смерти, в той же самой квартире под номером 12 на улице Керзон 9 в Лондоне, также в возрасте 32 лет умер Кит Мун, барабанщик рок-группы The Who[27].
- Неоднократно пыталась избавиться от лишнего веса, вызванного гормональными проблемами. В 1969 году в отчаянной попытке сбросить вес перед своим соло-дебютом в Лас-Вегасе сумела за полгода похудеть с 300 фунтов (135 кг) до 140 (63 кг), но в дальнейшем большая часть потерянного веса вернулась. При этом она серьёзно подорвала своё здоровье, что могло быть причиной её ранней смерти в возрасте 32 лет.